# James Streshly Jackson
Pour les articles homonymes, voir James Jackson (homonymie) et Jackson.
James Streshly Jackson est un général américain de l'Union et un politique. Il est né le 27 septembre 1823 à Fayette County, dans le Kentucky et est décédé le 8 octobre 1862 à Boyle County, dans le Kentucky. Il est inhumé au Riverside Cemetery à Hopkinsville. Il est l'époux de Martha Buford avec laquelle il a 2 enfants.

## Avant la guerre
James S. Jackson est diplômé en droit et s'installe comme avocat à Greenup County dès son admission au barreau.

En 1846, il est enrôlé comme simple soldat dans le 1er régiment de cavalerie du Kentucky et participe à la guerre américano-mexicaine. Alors qu'il vient d'être promu 3e lieutenant, il renonce le 10 octobre 1846 après être passé en cour martiale pour s'être battu en duel avec un autre officier. Il reprend alors sa profession d'avocat.
En 1861, il devient membre, pour le Kentucky, de la Chambre des représentants des Etats-Unis après avoir été élu avec l'étiquette du parti unioniste.

## Pendant la guerre
Il démissionne de son mandat le 13 décembre 1861 pour prendre le commandement du 3e régiment de cavalerie du Kentucky avec le grade de colonel. Il participe à la bataille de Shiloh et à la première bataille de Corinth. Il est promu général de brigade en juillet 1862 et prend la tête des 33e et 34e brigades de l'armée de l'Ohio qu'il fait marcher à travers le Kentucky pour intercepter le général Braxton Bragg. À la bataille de Perryville, il est mortellement touché à la poitrine.

## Sources
- www.findagrave.com (en)
- David & John Eicher, "Civil War High Commands", Stanford University Press, 2002, p° 315 (en)